# Universitat CEU San Pablo
La Universitat CEU San Pablo (CEU-USP) és una institució d'ensenyament superior privada i catòlica, amb seu a Madrid i campus a Madrid i Alcorcón.
Té convenis amb múltiples universitats estrangeres, com la Universitat de Boston, la Universitat de Chicago, la Universitat de Fordham, la Universitat de Colúmbia o la Universitat Catòlica de Lovaina, que permeten als alumnes completar els seus estudis en aquestes universitats mitjançant acords bilaterals o beques Erasmus.
La Universitat CEU San Pablo ha rebut, entre altres reconeixements, la medalla d'or de la Comunitat de Madrid en reconeixement dels seus més de 75 anys d'experiència en l'àmbit de l'ensenyament i la Llicència d'Ús de la Marca de Garantia Madrid Excel·lent per la seva gestió empresarial.

## Història
Fins a l'any 1993, era un centre docent adscrit a la Universitat Complutense de Madrid. Després de sol·licitar el seu reconeixement davant el Ministeri d'Educació i Ciència i després del preceptiu informe del Consell d'Universitats, va ser aprovada per llei publicada el 20 d'abril de 1993, tenint en l'actualitat un règim totalment privat, a l'empara de la Llei 8/1993. El seu titular és la Fundació Universitària San Pablo CEU, al seu torn, dependent de l'Asociación Católica Nacional de Propagandistas.
Va ser inaugurada oficialment pels Reis d'Espanya el 22 de febrer de 1994.

## Campus
El campus de Madrid està situat a Moncloa, on es troben les facultats de Ciències Econòmiques i Empresarials, Dret i Humanitats i Ciències de la Comunicació. A Alcorcón, en l'extrem sud de la urbanització de Montepríncipe, se situa el segon campus en el qual es troben les facultats de Medicina i Farmàcia, i l'Escola Politècnica Superior.

## Facultats i escoles

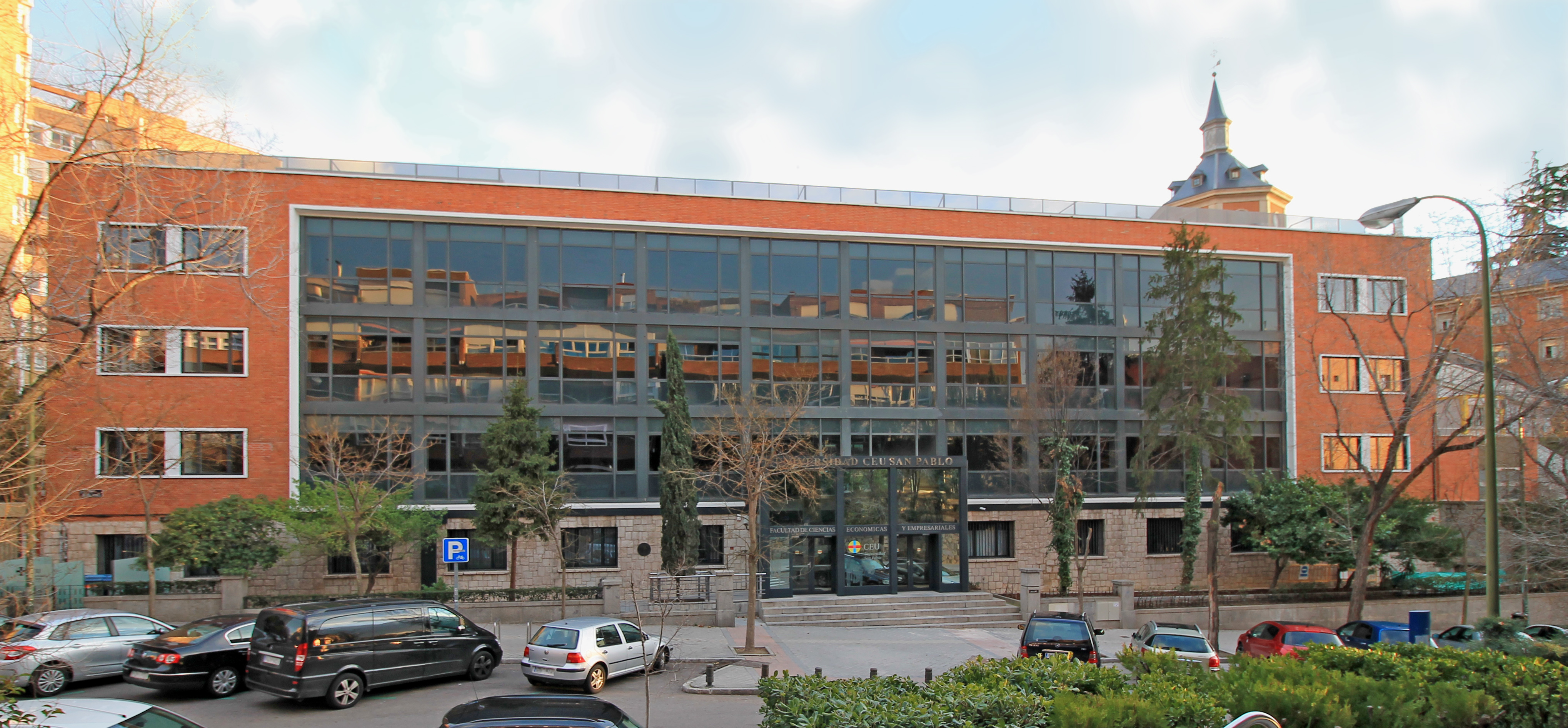
Facultat de Ciències Econòmiques i Empresarials.

La Universitat CEU San Pablo té cinc facultats i una escola:
- Escola Politècnica Superior
- Facultat de Ciències Econòmiques i Empresarials
- Facultat de Dret
- Facultat de Farmàcia
- Facultat d'Humanitats i Ciències de la Comunicació
- Facultat de Medicina

## Centres adscrits
- Institut Universitari d'Estudis Europeus
- Institut d'Estudis de la Democràcia
- Institut d'Estudis de la Família
- Institut d'Humanitats Ángel Ayala
- Centre Internacional d'Arbitratge, Mediació i Negociació (CIAMEN)
- Institut de Medicina Molecular Aplicada (IMMA)

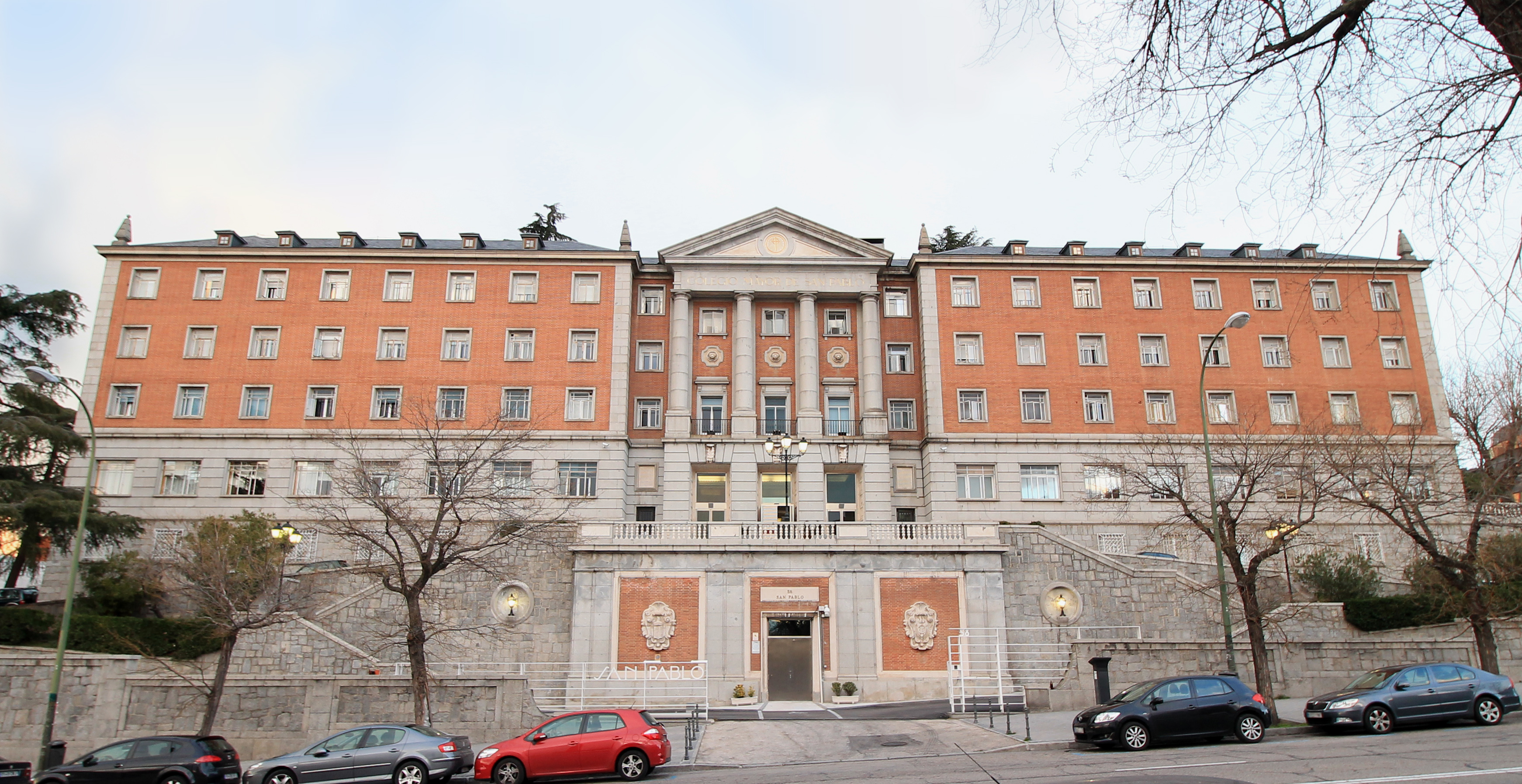
Col·legi Major San Pablo.

## Col·legis Majors
El Col·legi Major San Pablo, obra formativa de l'Associació Catòlica de Propagandistes, es troba adscrit a la Universitat CEU San Pablo, i està situat al costat de la facultat d'Econòmiques, al campus de Moncloa.

## Professorat i alumnes
A la Universitat CEU San Pablo imparteixen o han impartit classes Ignacio Gordillo, Cristóbal Montoro, Juan Emilio Iranzo Martín, Antonio Miguel Carmona, Pedro Schwartz, Javier González Ferrari, Justino Sinova o Bieito Rubido.
Entre els alumnes que han passat per aquesta universitat es troben coneguts professionals i personatges de la vida espanyola com Alberto Ruiz-Gallardón, Elsa Pataky, José María Sánchez-Verdú, Matías Prats, María Dolores de Cospedal, Íñigo Méndez de Vigo, Luis Álvarez, Ana Pastor García, Alejandro Vázquez Guillén, Marta Jaumandreu, Carlos Hipólito, Almudena de Arteaga, Cristina Llorente, Mai Meneses, Dimas Gimeno, María Garaña, Fernando Amenedo, Luis Fernández Rosa, Empar Marco, Daniel Mayo o Fernando Martínez de Irujo.

## Doctors Honoris causa
Algunes de les personalitats més rellevants que han estat investides com a Doctor Honoris causa per la Universitat CEU San Pablo són:
- Helmut Kohl, excanceller de la República Federal Alemanya, 2002
- John Martin Scott, 2005
- Gordon Tullock, George Mason University School of Law, 2005
- Antonio María Rouco Varela, Cardenal Arquebisbe de Madrid, 2006
- Mario Monti, Senador vitalici d'Itàlia, 2006
- Vicente Palacio Atard, Universitat Complutense, 2008
- Francisco Rodríguez Adrados, 2008
- Margaret Foti, 2009
- José Antonio Escudero, Membre de la Reial Acadèmia de la Història, 2010
- Joseph H. H. Weiler, Membre de la American Academy of Arts and Sciences, 2010
- Eduardo García de Enterría, Premi Príncep d'Astúries de les Ciències Socials, 2010
- Herman Van Rompuy, President del Consell Europeu, 2013

## Esports
La Universitat CEU San Pablo organitza competicions internes i participa en competicions interuniversitàries de Madrid i nacionals. 
L'any 2013, l'equip format per Silvia Bañón i Álvaro Fernández Ochoa va guanyar el campionat d'Espanya universitari de golf.
El 2015, Diego García Carrera, alumne de la Facultat de Ciències Econòmiques i Empresarials, es va proclamar Campió d'Europa Júnior en la modalitat de 10 km. marxa en l'Europeu celebrat a Suècia. Aquest mateix any es va alçar amb la medalla d'or tant en individual com per nacions en la Copa d'Europa de Marxa Atlètica celebrada a Múrcia.